# Ліптовська Порубка
Ліптовська Порубка (словац. Liptovská Porúbka) — село, громада округу Ліптовський Мікулаш, Жилінський край, регіон Ліптов. Кадастрова площа громади — 42,16 км².
Населення 1192 особи (станом на 31 грудня 2018 року).

## Географія
Протікає Порубський потік.

## Історія
Ліптовська Порубка згадується 1377 року.

## Населення
| Рік:            | 1994. | 2004.    | 2014.   | 2024.   |
| --------------- | ----- | -------- | ------- | ------- |
| Кількість осіб: | 997   | 1169     | 1172    | 1233    |
| Різниця:        |       | +17,25 % | +0,25 % | +5,20 % |

| Рік:            | 2023. | 2024.   |
| --------------- | ----- | ------- |
| Кількість осіб: | 1232  | 1233    |
| Різниця:        |       | +0,08 % |